# Ecmnesia
L'ecmnesia è un disturbo della memoria, di tipo allucinatorio, in cui alcuni soggetti sperimentano i ricordi del passato come esperienze attuali: in altre parole il passato si manifesta come se fosse presente. 
Si tratta di una particolare alterazione che si manifesta nei soggetti confusi, isterici, in casi di epilessia temporale e nei soggetti colpiti da intossicazione derivante dall'assunzione di allucinogeni.